# Киприанова Лествица
Киприановата Лествица е среднобългарски хартиен ръкопис в Руската държавна библиотека (фонд 173.I, № 152).
Съдържа славянски превод на „Лествица“ („Стълба на монашеските добродетели“) от Йоан Синайски, общо 280 листа. Бележка в края на книгата (лист 279б) съобщава, че тя била преписана през 1387 година в цариградския Студийски манастир от Киприан, „смирен митрополит на Киев и на цяла Русия“.